# Gene Kerrigan
Pour les articles homonymes, voir Kerrigan.
Gene Kerrigan est un écrivain et journaliste irlandais, auteur de plusieurs essais et reportages politiques et de quelques romans policiers.

## Biographie
Il est journaliste politique pour le Magill (en), le Sunday Independent (en), ainsi que pour le magazine International Socialism du Socialist Workers Party. Il publie plusieurs essais et reportages, notamment sur des scandales financiers en Irlande.
En 2005, il publie son premier roman À la petite semaine (Little Criminals). En 2009, il fait paraître L'Impasse (Dark Times in the City) nommé pour le Gold Dagger Award, mais il ne remporte le prix qu’en 2012 avec The Rage, paru en 2011.

## Œuvre

### Romans
- Little Criminals (2005) Publié en français sous le titre À la petite semaine, traduit par Franck Reichert, Paris, Éditions du Masque, 2007  (ISBN 978-2-7024-3297-6) ; réédition, Paris, Gallimard, Folio policier no 633, 2011  (ISBN 978-2-07-044282-9)
- The Midnight Choir (2006) Publié en français sous le titre Le Chœur des paumés, traduit par Franck Reichert, Paris, Éditions du Masque, 2008  (ISBN 978-2-7024-3305-8) ; réédition Folio policier no 667 (2012)  (ISBN 978-2-07-044283-6)
- Dark Times in the City (2009) Publié en français sous le titre L'Impasse, traduit par Cécile Provost, Paris, Gallimard, Série noire, 2011  (ISBN 978-2-07-013186-0)
- The Rage (2011) - Gold Dagger Award 2012

### Ouvrages non fictionnels
- Round Up the Usual Suspects (1984) (coécrit avec Derek Dunne)
- Nothing But the Truth (1990)
- Hard Cases: True Stories of Irish Crime (1995)
- Another Country: Growing Up in the 50s Ireland (1998)
- This Great Little Nation: An A-Z of Irish Scandals (1999)(coécrit avec Pat Brennan)
- Never Make a Promise You Can't Break: How to Succeed in Irish Politics (2002)
- The Big Lie: Who Profits from Ireland's Austerity? (2012)

## Prix et distinctions notables
- Gold Dagger Award 2012 pour le roman The Rage.